# 小野未喜
小野 未喜（おの みゆき、1964年4月28日 - ）は、日本の女性声優。新潟県出身。旧芸名：小野 美幸（読み同じ）。

## 略歴
江崎プロダクション付属養成所卒業。
かつてはマウスプロモーションに所属していた。

## 人物
音域はF - E。
趣味・特技はピアノ演奏、声楽、ソシアルダンス。

## 出演作品

### テレビアニメ
1996年
- こちら葛飾区亀有公園前派出所（おばさん、おばあさん）
- 超者ライディーン（看護婦）

1997年
- CLAMP学園探偵団（挑の母）

1998年
- ルパン三世 炎の記憶〜TOKYO CRISIS〜

2001年
- X（楓、黒和服の女）

2002年
- ドラゴンドライブ（マリー）
- NARUTO -ナルト-（ツバキ）
- 花田少年史（春彦の母）

2003年
- D.C. 〜ダ・カーポ〜（芳乃のばあちゃん）

2004年
- MONSTER（2004年 - 2005年、トルコ人女性、看護師C、看護婦B、テンマ〈子供〉、少年A、イルザ）

2005年
- D.C.S.S. 〜ダ・カーポ セカンドシーズン〜（芳乃のばあちゃん）

2006年
- 彩雲国物語（清苑の母）
- 格闘美神 武龍 REBIRTH（ビリン・バウ）
- まじめにふまじめ かいけつゾロリ（主婦）
- 妖怪人間ベム（第2作）（アキラ母、海堂キヨ）

2007年
- レ・ミゼラブル 少女コゼット（マリウスの伯母、村の女A）

2008年
- チーズスイートホーム（斉藤さん、クロいのの飼い主の妻）
- 秘密 〜The Revelation〜（みちるの母）

2010年
- NARUTO -ナルト- 疾風伝（ツバキ）
- のだめカンタービレ フィナーレ（ランベール）

### OVA
- 変（1997年、女教師）
- 鉄拳 -TEKKEN-（1998年、オペレーター1）
- サクラ大戦 轟華絢爛（1999年、おばさん）
- ときめきメモリアル（1999年、バスケ部コーチ）
- ブラック・ジャック（1999年、女医）

### ゲーム
- ウルティマ
- ポケモンドリル
- メダル・オブ・オナー
- ロード・オブ・ザ・リング
- 制服伝説 プリティ・ファイターX（1994年）
- 羅媚斗（1997年）
- スタートリングアドベンチャーズ 空想3×大冒険（2001年、ヨシコ先生）
- D.C.P.S. 〜ダ・カーポ〜 プラスシチュエーション（2003年、祖母）
- リロ・アンド・スティッチ（2003年）
- 格闘美神 武龍（2006年、ビリン・バウ）

### ドラマCD
- 少年周波数
- 新宿ガーディアン
- セイント・ビースト（女神ヘラ）
- 天使禁猟区 Vol.1、2

### 吹き替え

#### 映画
- アサインメント ※ソフト版
- 愛さずにはいられない
- アメリカン・スウィートハート（リー・フィリップスのアシスタント〈アン・キューザック〉）
- ヴァンパイア/最期の聖戦
- キャッツ・ドント・ダンス
- グリマーマン
- クロスゲージ
- 知らなすぎた男（婦警）
- 007 トゥモロー・ネバー・ダイ（コンピューター）※フジテレビ版
- チャウ・シンチーの008皇帝ミッション（売春宿の女主人〈ユン・キンタン〉）
- デイ・アフター・トゥモロー
- デブラ・ウィンガーを探して（ローラ・ダーン）
- パニック・ルーム（スティーブンの恋人〈ニコール・キッドマン〉）
- ファースト・ワイフ・クラブ（シンシア・グリフィン〈ストッカード・チャニング〉）
- 星の王子 ニューヨークへ行く ※日本テレビ版
- マキシマム・リスク ※ビデオ版
- ル・ディヴォース/パリに恋して（ジュリア〈ビビ・ニューワース〉）

#### ドラマ
- クリミナル・マインド5 FBI行動分析課（リーク夫人）
- グレイズ・アナトミー 恋の解剖学
- ステート・オブ・プレイ 〜陰謀の構図〜（オリシア）
- ホテル・バビロン（ジョンソン夫人）

#### アニメ
- アイアン・ジャイアント
- 王様と私
- シルベスター&トゥイーティー ミステリー
- ターザン（雌ゴリラ）

#### その他
- バック・トゥ・ザ・フューチャー・ザ・ライド（ヘザー）